# Amstelkerk (Amsterdam)
De Amstelkerk is een houten kerkgebouw in Amsterdam. De kerk is gelegen op het Amstelveld in het centrum van Amsterdam en is tussen 1668 en 1670 gebouwd als onderdeel van de vierde uitleg van de Grachtengordel.
Het ontwerp is van Daniël Stalpaert. Het zou een tijdelijke "houten predikschuur" worden, waarbij men zich voornam om "het plein of veld aan die Kerk egter groot genoeg te laaten, om op het zelve, t'eenigen tyde, eene steenen Kerk te konnen zetten", aldus het Bureau Monumenten & Archeologie. Het centrale deel van de kerk kreeg de vorm van een kubus. Oorspronkelijk hadden de wanden van de Amstelkerk een verticale grenen beplanking die met de kopse einden in de aarde stonden. De buitenzijde was ossenbloedrood geschilderd. De ramen waren voorzien van glas-in-lood. De toegangsdeuren waren geplaatst in het midden van de buitenwanden. De vloer bestond uit eenvoudige bakstenen klinkers. Aan de binnenzijde keek men tegen de ongeverfde achterkant van de buitenwand aan. De kansel, omgeven door de dooptuin,stond in het midden aan de noordzijde. Tegenover de preekstoel stond de overkapte bank voor de notabelen. Vanaf 1837 werd het ruw-grenenhouten interieur gemoderniseerd in neo-gotische stijl, naar een ontwerp van Hendrik Springer. Van 1855 tot 1883 was Johannes Paulus Stricker hier predikant, een aangetrouwde oom van Vincent van Gogh. Deze bezocht tijdens zijn verblijf in Amsterdam in de jaren 1877-78 trouw de zondagse diensten van zijn oom, die hem voorbereidde op een studie theologie.

Tot 1985 werd de kerk gebruikt door de Hervormde Kerk en de Amsterdamse Studentenekklesia. Sinds 1986 is de kerk eigendom van Stadsherstel Amsterdam, dat er ook kantoor houdt en de ruimte verhuurt voor sociaal-culturele activiteiten en voor recepties en bruiloften. In het souterrain aan de zuidzijde is een restaurant gevestigd. De verbouwing daartoe verstoorde de klassieke maatverhoudingen. Sinds 2006 wordt het gebouw ook weer op zondag gebruikt voor kerkdiensten van de Christelijke Gereformeerde Kerk.
De kerk heeft een vierkant grondplan van 28,3 x 28,3 meter, wat neerkomt op 100 bij 100 voet, dezelfde maat als de Oosterkerk die ook door Stalpaert is ontworpen. In 1840 is de kerk in neo-gotische stijl verbouwd onder leiding van Hendrik Springer.

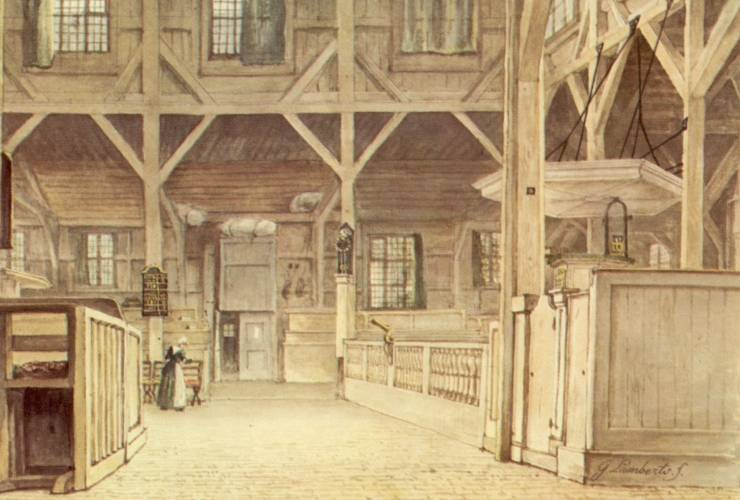
Het oorspronkelijke eenvoudige interieur, getekend door G. Lamberts (1776-1850) (bron: bMA)
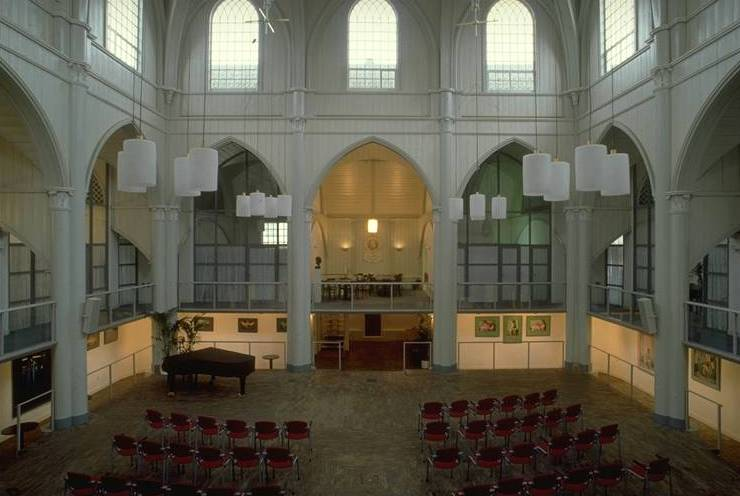
Het huidige interieur (bron: bMA)
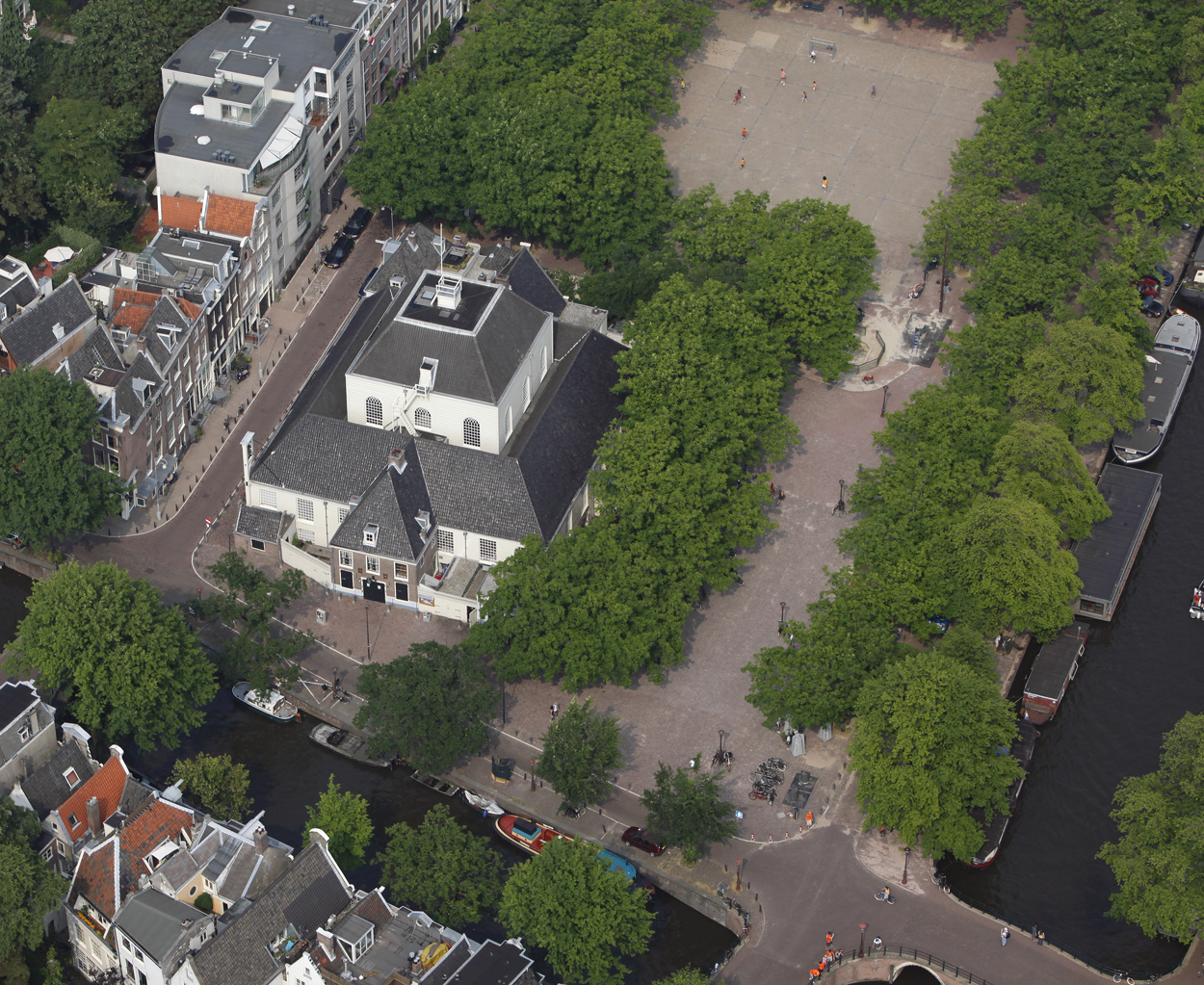
De Amstelkerk gezien vanuit de lucht.